# Diesdorfer Wohld
Der Diesdorfer Wohld ist ein FFH-Gebiet im Flecken Diesdorf im Altmarkkreis Salzwedel in Sachsen-Anhalt.

## Allgemeines
Das FFH-Gebiet ist rund 136 Hektar groß. Es überlagert sich mit dem Landschaftsschutzgebiet „Salzwedel-Diesdorf“. Das FFH-Gebiet ist durch die Landesverordnung zur Unterschutzstellung der Natura 2000-Gebiete im Land Sachsen-Anhalt (N2000-LVO LSA) seit dem 21. Dezember 2018 rechtlich gesichert. Zuständige untere Naturschutzbehörde ist der Altmarkkreis Salzwedel.

## Beschreibung
Das FFH-Gebiet liegt südwestlich von Salzwedel im Wohld, einem rund 800 Hektar großen Waldgebiet, das bis in das 18. Jahrhundert hinein als Waldweide genutzt wurde.
Im FFH-Gebiet sind Hainsimsen- und Waldmeister-Buchenwälder, Sternmieren-Eichen-Hainbuchenwälder und auf besonders feuchten Standorten auch Erlen-Eschenwälder ausgebildet. Forstwirtschaftlich bedingt sind auch größere Bestände der Gemeinen Fichte vorhanden.
Die Buchenwälder werden von Rotbuche dominiert, zu denen sich die Stieleiche sowie in den Waldmeister-Buchenwäldern auch Hainbuche und Gemeine Esche gesellen. Die Hainsimsen-Buchenwälder stocken vielfach auf ehemals ackerbaulich genutzten Flächen. Stellenweise sind noch alte Wölbäckerstrukturen zu erkennen. In der Krautschicht siedeln Waldflattergras, Pillensegge, Drahtschmiele, Rasenschmiele, Waldsauerklee, Zweiblättriges Schattenblümchen und Heidelbeere, stellenweise auch Dorniger Wurmfarn und Behaarte Hainsimse. Die Krautschicht der Waldmeister-Buchenwälder wird von Waldsegge, Hainrispengras, Buschwindröschen, Scharbockskraut, Großer Sternmiere, Waldmeister, Hain- und Waldveilchen und Waldziest sowie vereinzelt auch Einblütigem Perlgras, Vielblütiger Weißwurz, Geflecktem Aronstab, Waldzwenke, Waldgeißblatt, Großes Zweiblatt, Goldnessel und Hoher Schlüsselblume gebildet.
In den Eichen-Hainbuchenwäldern dominieren Stieleiche und Hainbuche. Dazu gesellen sich Gemeine Esche und Schwarzerle. In die Wälder dringt flächig die Rotbuche ein. Die Strauchschicht wird durch Hasel geprägt, in der Krautschicht siedeln Pfeifengras, Weiches Honiggras, Adlerfarn, Schattenblümchen und Heidelbeere.
Auf stark von Grundwasser beeinflussten und teilweise quelligen Standorten stocken Erlen-Eschenwälder mit Schwarzerle und Gemeiner Esche sowie stellenweise Stieleiche. Die Strauchschicht wird von Hasel, Zweigriffeligem Weißdorn und Gewöhnlicher Traubenkirsche gebildet. In der Krautschicht siedeln Buschwindröschen, Gelbes Windröschen, Scharbockskraut, Hohe Primel, Echte Sternmiere, Einbeere, Goldnessel, Sumpfdotterblume, Sumpfpippau, Wald- und Winkelsegge, Großes Springkraut, Gemeiner Frauenfarn und Waldziest, auf quelligen Standorten auch Bitteres Schaumkraut, Sumpfreitgras und Sumpfsegge.
Bedingt durch die frühere Nutzung als Waldweide, durch die auch waldfreie Heideflächen entstanden, sind Wacholderbestände in den Wäldern vorhanden.
Stellenweise sind Kleingewässer zu finden, die als Lebensräume für Amphibien angelegt wurden. Hier siedeln Haarblättriger und Gewöhnlicher Wasserhahnenfuß, Kamm- und Schwimmendes Laichkraut und Sumpfteichfaden.
Das Gebiet beherbergt Vorkommen von Kammmolch, Laubfrosch und Kleinem Wasserfrosch sowie ein isoliertes Vorkommen des Feuersalamanders. Fledermäuse sind durch Großes Mausohr, Fransenfledermaus und Großen Abendsegler vertreten.
Das FFH-Gebiet ist größtenteils von weiteren Wäldern umgeben. Es wird von der Landesstraße 8 gequert.